# Olympische Sommerspiele 2012/Teilnehmer (Norwegen)
| Gelbes Symbol für Goldmedaillen mit stilisierten Olympischen Ringen | Graues Symbol für Silbermedaillen mit stilisierten Olympischen Ringen | Braundes Symbol für Bronzemedaillen mit stilisierten Olympischen Ringen |
| ------------------------------------------------------------------- | --------------------------------------------------------------------- | ----------------------------------------------------------------------- |
| 2                                                                   | 1                                                                     | 1                                                                       |

Norwegen nahm in London an den Olympischen Spielen 2012 teil. Es war die insgesamt 24. Teilnahme an Olympischen Sommerspielen. Vom Norges idrettsforbund og olympiske og paralympiske komité wurden insgesamt 64 Athleten in 14 Sportarten nominiert.
Fahnenträgerin bei der Eröffnungsfeier war die Kanutin Mira Verås Larsen.

## Medaillen

### Medaillenspiegel
| Medaillenspiegel Norwegen |          |                              |                           |                           |        |
| Platz                     | Sportart | Goldmedaille – Olympiasieger | Silbermedaille – 2. Platz | Bronzemedaille – 3. Platz | Gesamt |
| 1                         | Handball | 1                            | -                         | -                         | 1      |
|                           | Kanu     | 1                            | -                         | -                         | 1      |
| 3                         | Fechten  | -                            | 1                         | -                         | 1      |
| 4                         | Radsport | -                            | -                         | 1                         | 1      |
| Total                     | Total    | 2                            | 1                         | 1                         | 4      |

### Medaillengewinner

#### Gold
| Name | Sportart | Wettkampf                   |
| --- | -------- | --------------------------- |
| Ida Alstad Karoline Dyhre Breivang Marit Malm Frafjord Kari Aalvik Grimsbø Katrine Lunde Haraldsen Camilla Herrem Kari Mette Johansen Amanda Kurtović Heidi Løke Kristine Lunde-Borgersen Karoline Næss Tonje Nøstvold Linn-Kristin Riegelhuth Koren Gøril Snorroeggen Linn Jørum Sulland | Handball | Frauen                      |
| Eirik Verås Larsen | Kanu     | Einer-Kajak 1000 m (Männer) |

#### Silber
| Name             | Sportart | Wettkampf             |
| ---------------- | -------- | --------------------- |
| Bartosz Piasecki | Fechten  | Degen Einzel (Männer) |

#### Bronze
| Name               | Sportart | Wettkampf              |
| ------------------ | -------- | ---------------------- |
| Alexander Kristoff | Radsport | Straßenrennen (Männer) |

## Teilnehmer nach Sportarten

### Badminton
| Athleten             | Wettbewerb | Gruppenphase             | Gruppenphase                      | Gruppenphase | Gruppenphase | Achtelfinale  | Achtelfinale  | Viertelfinale | Viertelfinale | Halbfinale    | Halbfinale    | Finale        | Finale        | Rang |
| Athleten             | Wettbewerb | Gegner                   | Ergebnis                          | Punkte       | Rang         | Gegner        | Ergebnis      | Gegner        | Ergebnis      | Gegner        | Ergebnis      | Gegner        | Ergebnis      | Rang |
| -------------------- | ---------- | ------------------------ | --------------------------------- | ------------ | ------------ | ------------- | ------------- | ------------- | ------------- | ------------- | ------------- | ------------- | ------------- | ---- |
| Frauen               |            |                          |                                   |              |              |               |               |               |               |               |               |               |               |      |
| Sara Blengsli Kværnø | Einzel     | Sung Ji-Hyun Yip Pui Yin | 0:2 (8:21, 5:21) 0:2 (8:21, 7:21) | 0 (28:84)    | 3            | ausgeschieden | ausgeschieden | ausgeschieden | ausgeschieden | ausgeschieden | ausgeschieden | ausgeschieden | ausgeschieden | 33   |

### Beachvolleyball
| Athleten                         | Gruppenphase                                                                   | Gruppenphase                                             | Gruppenphase | Gruppenphase | Achtelfinale          | Achtelfinale       | Viertelfinale | Viertelfinale | Halbfinale    | Halbfinale    | Finale        | Finale        | Rang |
| Athleten                         | Gegner                                                                         | Ergebnis                                                 | Punkte       | Rang         | Gegner                | Ergebnis           | Gegner        | Ergebnis      | Gegner        | Ergebnis      | Gegner        | Ergebnis      | Rang |
| -------------------------------- | ------------------------------------------------------------------------------ | -------------------------------------------------------- | ------------ | ------------ | --------------------- | ------------------ | ------------- | ------------- | ------------- | ------------- | ------------- | ------------- | ---- |
| Männer                           |                                                                                |                                                          |              |              |                       |                    |               |               |               |               |               |               |      |
| Tarjei Skarlund Martin Spinnangr | P. Cunha / R. Santos J. Binstock / M. Reader J. Garcia-Thompson / S. Grotowski | 0:2 (14:21, 18:21) 2:0 (21:14, 21:18) 2:0 (22:20, 21:13) | 5            | 2            | M. Pļaviņš J. Šmēdiņš | 0:2 (18:21, 16:21) | ausgeschieden | ausgeschieden | ausgeschieden | ausgeschieden | ausgeschieden | ausgeschieden | 9    |

### Bogenschießen
| Athleten     | Wettbewerb | Qualifikation | Qualifikation | 1. Runde       | 1. Runde | 2. Runde    | 2. Runde | Achtelfinale      | Achtelfinale | Viertelfinale | Viertelfinale | Halbfinale    | Halbfinale    | Finale        | Finale        | Rang |
| Athleten     | Wettbewerb | Ringe         | Rang          | Gegner         | Ergebnis | Gegner      | Ergebnis | Gegner            | Ergebnis     | Gegner        | Ergebnis      | Gegner        | Ergebnis      | Gegner        | Ergebnis      | Rang |
| ------------ | ---------- | ------------- | ------------- | -------------- | -------- | ----------- | -------- | ----------------- | ------------ | ------------- | ------------- | ------------- | ------------- | ------------- | ------------- | ---- |
| Männer       |            |               |               |                |          |             |          |                   |              |               |               |               |               |               |               |      |
| Bård Nesteng | Einzel     | 669           | 21            | Hideki Kikuchi | 6:5      | Jacob Wukie | 6:2      | Takaharu Furukawa | 2:6          | ausgeschieden | ausgeschieden | ausgeschieden | ausgeschieden | ausgeschieden | ausgeschieden | 9    |

### Fechten
| Athleten         | Wettbewerb   | 1. Runde         | 1. Runde | 2. Runde | 2. Runde | Achtelfinale | Achtelfinale | Viertelfinale | Viertelfinale | Halbfinale   | Halbfinale | Finale        | Finale   | Rang   |
| Athleten         | Wettbewerb   | Gegner           | Ergebnis | Gegner   | Ergebnis | Gegner       | Ergebnis     | Gegner        | Ergebnis      | Gegner       | Ergebnis   | Gegner        | Ergebnis | Rang   |
| ---------------- | ------------ | ---------------- | -------- | -------- | -------- | ------------ | ------------ | ------------- | ------------- | ------------ | ---------- | ------------- | -------- | ------ |
| Männer           |              |                  |          |          |          |              |              |               |               |              |            |               |          |        |
| Bartosz Piasecki | Degen Einzel | Gauthier Grumier | 14:13    | –        | –        | Géza Imre    | 15:7         | Yannick Borel | 15:14         | Jung Jin-sun | 15:13      | Rubén Limardo | 10:15    | Silber |

### Handball
| Wettbewerb    | Frauen |
| ------------- | --- |
| Athleten      | Kari Aalvik Grimsbø Katrine Lunde Haraldsen Ida Alstad Heidi Løke Tonje Nøstvold Karoline Dyhre Breivang Kristine Lunde-Borgersen Kari Mette Johansen Marit Malm Frafjord Amanda Kurtović Linn Jørum Sulland Linn-Kristin Riegelhuth Koren Gøril Snorroeggen Camilla Herrem |
| Trainer       | Þórir Hergeirsson |
| Gruppenphase  | Frankreich 23:24 (12:17) Schweden 24:21 (14:9) Südkorea 27:27 (13:15) Dänemark 24:23 (12:11) Spanien 20:25 (11:11) |
| Viertelfinale | Brasilien 21:19 (9:13) |
| Halbfinale    | Südkorea 31:25 (18:15) |
| Finale        | Montenegro 26:23 (13:10) |
| Platzierung   | Gold |

### Kanu

#### Kanurennsport
| Athleten           | Wettbewerb | Vorlauf      | Vorlauf | Halbfinale   | Halbfinale | Finale        | Finale        | Rang |
| Athleten           | Wettbewerb | Zeit         | Rang    | Zeit         | Rang       | Zeit          | Rang          | Rang |
| ------------------ | ---------- | ------------ | ------- | ------------ | ---------- | ------------- | ------------- | ---- |
| Frauen             |            |              |         |              |            |               |               |      |
| Mira Verås Larsen  | K-1 500 m  | 1:55,923 min | 5       | 1:57,954 min | 6          | ausgeschieden | ausgeschieden | 18   |
| Männer             |            |              |         |              |            |               |               |      |
| Eirik Verås Larsen | K-1 1000 m | 3:31,288 min | 3       | 3:29,547 min | 2          | 3:26,462 min  | 1             | Gold |

### Leichtathletik
Laufen und Gehen
| Athleten                  | Wettbewerb  | Vorlauf          | Vorlauf          | Halbfinale       | Halbfinale       | Finale           | Finale           | Rang |
| Athleten                  | Wettbewerb  | Zeit             | Rang             | Zeit             | Rang             | Zeit             | Rang             | Rang |
| ------------------------- | ----------- | ---------------- | ---------------- | ---------------- | ---------------- | ---------------- | ---------------- | ---- |
| Frauen                    |             |                  |                  |                  |                  |                  |                  |      |
| Ezinne Okparaebo          | 100 m       | 11,14 s          | 4                | 11,10 s          | 4                | ausgeschieden    | ausgeschieden    | 10   |
| Ezinne Okparaebo          | 200 m       | 23,30 s          | 5                | ausgeschieden    | ausgeschieden    | ausgeschieden    | ausgeschieden    | 31   |
| Ingvill Måkestad Bovim    | 1500 m      | nicht angetreten | nicht angetreten | nicht angetreten | nicht angetreten | nicht angetreten | nicht angetreten | –    |
| Karoline Bjerkeli Grøvdal | 5000 m      | 15:24,86 min     | 13               | –                | –                | ausgeschieden    | ausgeschieden    | 27   |
| Männer                    |             |                  |                  |                  |                  |                  |                  |      |
| Jaysuma Saidy Ndure       | 100 m       | 10,28 s          | 4                | ausgeschieden    | ausgeschieden    | ausgeschieden    | ausgeschieden    | 30   |
| Jaysuma Saidy Ndure       | 200 m       | 20,52 s          | 3                | 20,42 s          | 4                | ausgeschieden    | ausgeschieden    | 9    |
| Henrik Ingebrigtsen       | 1500 m      | 3:41,33 min      | 4                | 3:43,26 min      | 6                | 3:35,43 min      | 5                | 5    |
| Urige Buta                | Marathon    | –                | –                | –                | –                | 2:17:58 h        | 36               | 36   |
| Erik Tysse                | 20 km Gehen | –                | –                | –                | –                | 1:21:00 h        | 14               | 14   |
| Trond Nymark              | 50 km Gehen | –                | –                | –                | –                | 3:48:37 h        | 21               | 21   |

Springen und Werfen
| Athleten            | Wettbewerb   | Qualifikation    | Qualifikation    | Finale           | Finale           | Rang |
| Athleten            | Wettbewerb   | Weite/Höhe       | Rang             | Weite/Höhe       | Rang             | Rang |
| ------------------- | ------------ | ---------------- | ---------------- | ---------------- | ---------------- | ---- |
| Frauen              |              |                  |                  |                  |                  |      |
| Margrethe Renstrøm  | Weitsprung   | nicht angetreten | nicht angetreten | nicht angetreten | nicht angetreten | –    |
| Tonje Angelsen      | Hochsprung   | 1,85 m           | 28               | ausgeschieden    | ausgeschieden    | 28   |
| Männer              |              |                  |                  |                  |                  |      |
| Eivind Henriksen    | Hammerwerfen | 74,62 m          | 13               | ausgeschieden    | ausgeschieden    | 13   |
| Andreas Thorkildsen | Speerwerfen  | 84,47 m          | 2                | 82,63 m          | 6                | 6    |

Mehrkampf
| Athletinnen        | 100 m Hürden | 100 m Hürden | Hochsprung | Hochsprung | Kugelstoßen | Kugelstoßen | 200 m   | 200 m  | Weitsprung | Weitsprung | Speerwerfen | Speerwerfen | 800 m       | 800 m  | Punkte | Rang |
| Athletinnen        | Zeit         | Punkte       | Höhe       | Punkte     | Weite       | Punkte      | Zeit    | Punkte | Weite      | Punkte     | Weite       | Punkte      | Zeit        | Punkte | Punkte | Rang |
| ------------------ | ------------ | ------------ | ---------- | ---------- | ----------- | ----------- | ------- | ------ | ---------- | ---------- | ----------- | ----------- | ----------- | ------ | ------ | ---- |
| Siebenkampf Frauen |              |              |            |            |             |             |         |        |            |            |             |             |             |        |        |      |
| Ida Marcussen      | 14,08 s      | 967          | 1,68 m     | 830        | 13,46 m     | 758         | 25,15 s | 873    | 5,82 m     | 795        | 42,26 m     | 711         | 2:13,62 min | 912    | 5846   | 28   |

### Radsport

#### Straße
| Athleten             | Wettbewerb       | Zeit                     | Rang                     |
| -------------------- | ---------------- | ------------------------ | ------------------------ |
| Frauen               |                  |                          |                          |
| Emilie Moberg        | Straßenrennen    | außerhalb des Zeitlimits | außerhalb des Zeitlimits |
| Männer               |                  |                          |                          |
| Edvald Boasson Hagen | Straßenrennen    | aufgegeben               | aufgegeben               |
| Vegard Stake Laengen | Straßenrennen    | 5:46:37 h                | 77                       |
| Alexander Kristoff   | Straßenrennen    | 5:46:05 h                | Bronze                   |
| Lars Petter Nordhaug | Straßenrennen    | 5:46:05 h                | 25                       |
| Edvald Boasson Hagen | Einzelzeitfahren | 54:30,87 min             | 13                       |

#### Mountainbike
| Athleten               | Wettbewerb    | Zeit       | Rang |
| ---------------------- | ------------- | ---------- | ---- |
| Frauen                 |               |            |      |
| Gunn-Rita Dahle Flesjå | Cross-Country | aufgegeben | –    |

### Reiten
| Dressur                    |            |            |               |               |               |      |
| Athleten                   | Wettbewerb | Prozent    | Prozent       | Prozent       | Prozent       | Rang |
| Athleten                   | Wettbewerb | Grand Prix | GP Spécial    | Durchschnitt  | GP Kür        | Rang |
| Siril Helljesen mit Dorina | Einzel     | 69,985     | ausgeschieden | ausgeschieden | ausgeschieden | –    |

### Ringen
| Athleten                         | Wettbewerb       | 1. Runde | 1. Runde | Achtelfinale | Achtelfinale | Viertelfinale | Viertelfinale | Halbfinale    | Halbfinale    | Hoffnungsrunde Viertelfinale | Hoffnungsrunde Viertelfinale | Hoffnungsrunde Halbfinale | Hoffnungsrunde Halbfinale | Hoffnungsrunde Finale | Hoffnungsrunde Finale | Finale        | Finale        | Rang |
| Athleten                         | Wettbewerb       | Gegner   | Ergebnis | Gegner       | Ergebnis     | Gegner        | Ergebnis      | Gegner        | Ergebnis      | Gegner                       | Ergebnis                     | Gegner                    | Ergebnis                  | Gegner                | Ergebnis              | Gegner        | Ergebnis      | Rang |
| -------------------------------- | ---------------- | -------- | -------- | ------------ | ------------ | ------------- | ------------- | ------------- | ------------- | ---------------------------- | ---------------------------- | ------------------------- | ------------------------- | --------------------- | --------------------- | ------------- | ------------- | ---- |
| griechisch-römischer Stil Männer |                  |          |          |              |              |               |               |               |               |                              |                              |                           |                           |                       |                       |               |               |      |
| Stig André Berge                 | Klasse bis 60 kg | Freilos  | Freilos  | Həsən Əliyev | 1:3          | ausgeschieden | ausgeschieden | ausgeschieden | ausgeschieden | ausgeschieden                | ausgeschieden                | ausgeschieden             | ausgeschieden             | ausgeschieden         | ausgeschieden         | ausgeschieden | ausgeschieden | 13   |

### Rudern
| Athleten                     | Wettbewerb                  | Vorlauf     | Vorlauf | Vorlauf        | Hoffnungslauf | Hoffnungslauf | Hoffnungslauf | Viertelfinale | Viertelfinale | Viertelfinale  | Halbfinale  | Halbfinale | Halbfinale    | Finale      | Finale | Rang |
| Athleten                     | Wettbewerb                  | Zeit        | Rang    | Qualifikation  | Zeit          | Rang          | Qualifikation | Zeit          | Rang          | Qualifikation  | Zeit        | Rang       | Qualifikation | Zeit        | Rang   | Rang |
| ---------------------------- | --------------------------- | ----------- | ------- | -------------- | ------------- | ------------- | ------------- | ------------- | ------------- | -------------- | ----------- | ---------- | ------------- | ----------- | ------ | ---- |
| Männer                       |                             |             |         |                |               |               |               |               |               |                |             |            |               |             |        |      |
| Olaf Tufte                   | Einer                       | 7:00,90 min | 2       | Viertelfinale  | –             | –             | –             | 6:55,36 min   | 3             | Halbfinale A/B | 7:35,31 min | 6          | Finale B      | 7:18,15 min | 3      | 9    |
| Kjetil Borch Nils Jakob Hoff | Doppelzweier                | 6:16,31 min | 1       | Halbfinale A/B | –             | –             | –             | –             | –             | –              | 6:22,88 min | 4          | Finale B      | 6:20,82 min | 1      | 7    |
| Kristoffer Brun Are Strandli | Leichtgewichts-Doppelzweier | 6:34,00 min | 2       | Halbfinale A/B | –             | –             | –             | –             | –             | –              | 6:39,59 min | 4          | Finale B      | 6:32,82 min | 3      | 9    |

### Schießen
| Athleten           | Wettbewerb                               | Qualifikation | Qualifikation | Finale        | Finale        | Ringe  | Rang |
| Athleten           | Wettbewerb                               | Ringe         | Rang          | Ringe         | Rang          | Ringe  | Rang |
| ------------------ | ---------------------------------------- | ------------- | ------------- | ------------- | ------------- | ------ | ---- |
| Frauen             |                                          |               |               |               |               |        |      |
| Malin Westerheim   | Luftgewehr 10 Meter                      | 394           | 25            | ausgeschieden | ausgeschieden | 394    | 25   |
| Malin Westerheim   | Kleinkaliber Dreistellungskampf 50 Meter | 579           | 20            | ausgeschieden | ausgeschieden | 579    | 20   |
| Männer             |                                          |               |               |               |               |        |      |
| Ole Magnus Bakken  | Luftgewehr 10 Meter                      | 597           | 6             | 94,5          | 8             | 691,5  | 8    |
| Are Hansen         | Luftgewehr 10 Meter                      | 594           | 14            | ausgeschieden | ausgeschieden | 594    | 14   |
| Ole-Kristian Bryhn | Kleinkaliber Dreistellungskampf 50 Meter | 1169          | 7             | 98,8          | 6             | 1267,8 | 7    |
| Are Hansen         | Kleinkaliber Dreistellungskampf 50 Meter | 1163          | 22            | ausgeschieden | ausgeschieden | 1163   | 22   |
| Ole Magnus Bakken  | Kleinkaliber liegend 50 Meter            | 592           | 26            | ausgeschieden | ausgeschieden | 592    | 26   |
| Odd Arne Brekne    | Kleinkaliber liegend 50 Meter            | 594           | 13            | ausgeschieden | ausgeschieden | 594    | 13   |
| Tore Brovold       | Skeet                                    | 113           | 27            | ausgeschieden | ausgeschieden | 113    | 27   |

### Schwimmen
| Athleten        | Wettbewerb          | Vorlauf     | Vorlauf | Halbfinale    | Halbfinale    | Finale        | Finale        | Rang |
| Athleten        | Wettbewerb          | Zeit        | Rang    | Zeit          | Rang          | Zeit          | Rang          | Rang |
| --------------- | ------------------- | ----------- | ------- | ------------- | ------------- | ------------- | ------------- | ---- |
| Frauen          |                     |             |         |               |               |               |               |      |
| Ingvild Snildal | 100 m Schmetterling | 59,01 s     | 7       | ausgeschieden | ausgeschieden | ausgeschieden | ausgeschieden | 22   |
| Ingvild Snildal | 200 m Schmetterling | 2:10,99 min | 1       | ausgeschieden | ausgeschieden | ausgeschieden | ausgeschieden | 18   |
| Sara Nordenstam | 200 m Brust         | 2:27,90 min | 8       | ausgeschieden | ausgeschieden | ausgeschieden | ausgeschieden | 23   |
| Sara Nordenstam | 400 m Lagen         | 4:51,28 min | 5       | –             | –             | ausgeschieden | ausgeschieden | 30   |
| Männer          |                     |             |         |               |               |               |               |      |
| Lavrans Solli   | 100 m Rücken        | 55,00 s     | 6       | ausgeschieden | ausgeschieden | ausgeschieden | ausgeschieden | 26   |

### Segeln
Fleet Race
| Athleten                               | Wettbewerb      | Qualifikation | Qualifikation | Medal Race    | Medal Race    | Punkte | Rang |
| Athleten                               | Wettbewerb      | Punkte        | Rang          | Punkte        | Rang          | Punkte | Rang |
| -------------------------------------- | --------------- | ------------- | ------------- | ------------- | ------------- | ------ | ---- |
| Frauen                                 |                 |               |               |               |               |        |      |
| Jannicke Stålstrøm                     | Windsurfen RS:X | 157           | 19            | ausgeschieden | ausgeschieden | 157    | 19   |
| Marthe Enger Eide                      | Laser Radial    | 194           | 23            | ausgeschieden | ausgeschieden | 194    | 23   |
| Männer                                 |                 |               |               |               |               |        |      |
| Sebastian Wang-Hansen                  | Windsurfen RS:X | 185           | 24            | ausgeschieden | ausgeschieden | 185    | 24   |
| Kristian Ruth                          | Laser           | 145           | 16            | ausgeschieden | ausgeschieden | 145    | 16   |
| Eivind Melleby Petter Mørland Pedersen | Starboot        | 53            | 4             | 10            | 5             | 63     | 4    |

### Wasserspringen
| Athleten        | Wettbewerb        | Vorkampf | Vorkampf | Halbfinale    | Halbfinale    | Finale        | Finale        | Rang |
| Athleten        | Wettbewerb        | Punkte   | Rang     | Punkte        | Rang          | Punkte        | Rang          | Rang |
| --------------- | ----------------- | -------- | -------- | ------------- | ------------- | ------------- | ------------- | ---- |
| Männer          |                   |          |          |               |               |               |               |      |
| Amund Gismervik | Turmspringen 10 m | 401,55   | 24       | ausgeschieden | ausgeschieden | ausgeschieden | ausgeschieden | 24   |